# Gråsteinen
Gråsteinen är en kulle i Antarktis. Den ligger i Östantarktis. Norge gör anspråk på området. Toppen på Gråsteinen är 1 091 meter över havet.
Terrängen runt Gråsteinen är huvudsakligen platt, men den allra närmaste omgivningen är kuperad.  Trakten är obefolkad. 